# وزلینگن
شهر وزلینگن (به آلمانی: Wesseling) در ایالت نوردراین-وستفالن در کشور آلمان واقع شده‌است.